# Jules abbé

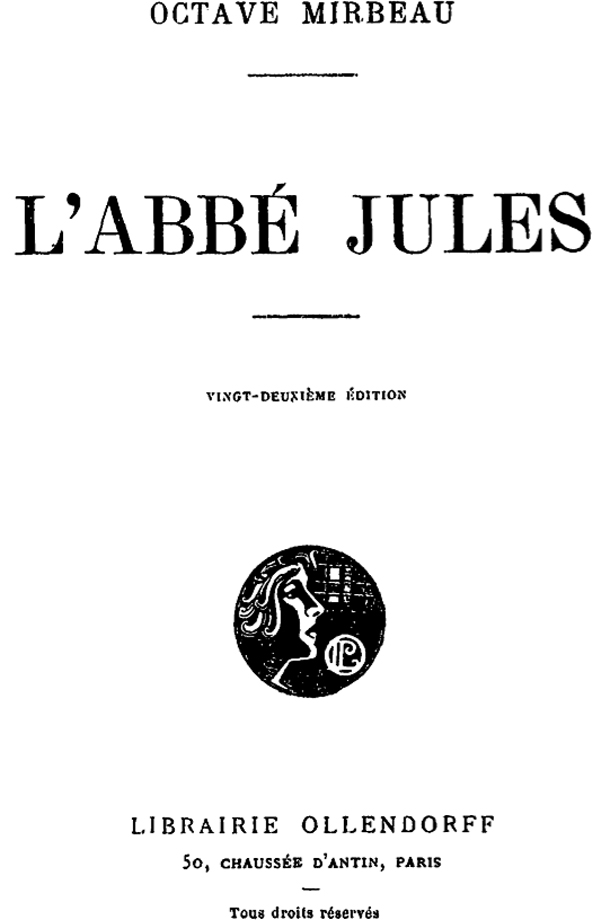
L'Abbé Jules.

A L'Abbé Jules Octave Mirbeau második, saját neve alatt megjelent regénye (1888, Charpentier).

## Cselekménye
|  | Alább a cselekmény részletei következnek! |

A regény cselekménye egy kis normandiai faluban játszódik, elbeszélője pedig nem más, mint az abbé unokaöccse, akinek gyermeki tekintetén át látjuk a világot és az embereket. A történet menetét két hosszú visszatekintő rész szakítja meg, és az abbé élettörténetében van hat párizsi év, amelynek eseményeiről az olvasó semmit nem tud meg – a regény ily módon megbontja a klasszikus történetmondás menetét. 
Az egyház és a társadalom egyéb elnyomó intézményei ellen lázadó abbé áll a történet középpontjában, aki meglehetősen ellentmondásos figura: uralkodásra hajlamos, szüntelenül ki van téve a test késztetéseinek, ugyanakkor unokaöccsét – az egyetlen embert, aki iránt igazi szimpátiát érez – a rousseau-i pedagógiai elveknek megfelelően neveli. A regény végkifejlete – az abbé furcsa végrendeletével és a titokzatos bőrönd elégetésével – végképp megragadhatatlanná és titokzatossá teszi a szereplőt.
|  | Itt a vége a cselekmény részletezésének! |